# Storsjö landskommun
Storsjö landskommun var en tidigare kommun i Jämtlands län. 

## Administrativ historik
Storsjö landskommun bildades år 1895 genom en utbrytning ur Hede landskommun.
Den 1 januari 1952 (enligt beslut den 2 december 1949) överfördes från Storsjö landskommun och församling till Tännäs landskommun och Ljusnedals församling vissa områden (fastigheterna Messlingen nr 1-4 och Bygget) med 74 invånare (den 31 december 1950) och omfattande 106,84 km², varav 102,54 km² land.
Den upphörde vid kommunreformen 1952, då den gick upp i Övre Ljungadalens landskommun. Sedan 1971 tillhör området Bergs kommun.

## Kommunvapen
Storsjö landskommun förde inte något vapen.

## Politik

### Mandatfördelning i valen 1942-1946
| 20 |

| 20 |

| 16 | 4 |

| 20 |

### Fotnoter
1. ↑   (PDF) Folkräkningen den 31 december 1950, I, Areal och folkmängd inom särskilda förvaltningsområden m.m., Tätorter. Stockholm: Statistiska centralbyrån. 1952-05-19. sid. 114-115. Arkiverad från originalet den 1 oktober 2014. https://www.webcitation.org/6T09ZkyrB?url=http://www.scb.se/Grupp/Hitta_statistik/Historisk_statistik/_Dokument/SOS/Folkrakningen_1950_1.pdf. Läst 1 oktober 2014 Arkiverad 29 oktober 2013 hämtat från the Wayback Machine.
2. ↑  Andersson, Per (1993). Sveriges kommunindelning 1863–1993. Mjölby: Draking. Libris 7766806. ISBN 91-87784-05-X